# Quintela de Leirado
Quintela de Leirado è un comune spagnolo di 881 abitanti situato nella comunità autonoma della Galizia.